# Держава Селевкідів
Держава Селевкідів (дав.-гр. Βασιλεία τῶν Σελευκιδῶν)  — елліністична держава, що виникла на Близькому й Середньому Сході після смерті Александра Македонського й існувала з 312 до н. е. по 63 до н. е. Назву свою вона отримала від династії Селевкідів, засновником якої був Селевк I Нікатор.
Держава Селевкідів була наступницею перської імперії Ахеменідів, але на відміну від попередника, культура її правителів була грецькою (див. Елліністична цивілізація). У період найбільшої могутності вона охоплювала Персію, Месопотамію, Анатолію, Левант, Парфію у Західній та Центральній Азії (території сучасних Туреччини, Вірменії, Сирії, Лівану, Ізраїлю, Палестини, Йорданії, Іраку, Кувейту, Ірану, Пакистану, Афганістану, Туркменістану, Таджикистану та Узбекістану.
Наступником Держави Селевкідів стала Парфія (територія сучасного Ірану), тоді як західні території — Анатолію (територія сучасної Туреччини) і Левант захопили римляни.

## Історія

### Передумови
По смерті Александра Великого найближчим помічником македонського регента Пердікки був Селевк І Нікатор (353—281 до н. е.), людина твердого характеру і незвичайної фізичної сили, проникливий і обережний. Він користувався любов'ю і довірою Александра і війська, особливо після битви при Гідаспі, де він відзначився надзвичайною мужністю.
Під час невдалого походу Пердікки на Єгипет (321 до н. е.), коли, при переході через Ніл, загинула частина македонського війська, Селевк був одним із зачинателів бунту проти Пердікки, який став жертвою повстання. Переможці розподілили між собою області, при чому Селевк отримав вавилонську сатрапію, відмовившись від посади хіліарха на користь Антипатрового сина Кассандра. Незабаром, однак, йому довелося вступити у боротьбу із захисником прав царської династії Євменом, якого Поліперхон призначив намісником Азії. Антигон Одноокий, союзник Селевка у цій боротьбі, переміг Євмена, завдяки чому йому вдалося зосередити у своїх руках величезні багатства і військові сили. Розраховуючи оволодіти всією Азією, він став вважати Селевка вже не союзником, а підлеглим, і готувався зайняти Вавилон.

### Становлення держави

Держава Селевкідів близько 311 року до н.е.

Селевк втік з Вавилону, і уклав союз з Птолемеєм Сотером, Лісімахом та Кассандром, які побоювалися, що Антигон вимагатиме у них повернення завойованих земель. Союзники висунули Антигону вимогу, щоб він розділив з ними набрані в Азії скарби і задовольнив їх претензії по розділу областей. Антігон відмовився — так почалася війна. Після битви під Газою (312 до н. е.), в якій син Антигона Деметрій Поліоркет був розбитий Птолемеєм, Селевк отримав від Птолемея невеликий загін війська і вирушив відвойовувати свою сатрапію. Після заняття їм фортеці Карр гарнізони, що стояли в різних місцях Вавилонської області, визнали його своїм правителем. Він узяв приступом Вавилон, переміг Ніканора, колишнього сатрапа Вавилона, підкорив Сузіану, Мідію, Персію та Східний Іран. Завдяки справедливості і м'якості, якими відрізнявся Селевк як правитель, жителі підкорених провінцій прийняли його з радістю: таким чином, склалося Царство Селевкідів, ерою яких був 312 рік до н. е.
Негайно після відновлення Селевка на вавилонському престолі Деметрій Поліоркет рушив на Вавилон, щоб відняти у Селевка його завоювання, але був відбитий. Тоді Антигон поспішив примиритися з іншими своїми супротивниками, щоб звернути всі свої сили на Селевка, який прийняв у 306 до н. е., разом з іншими правителями, титул царя. Проти Антигона постала нова коаліція із Лісімаха, Птолемея і Селевка. Після нетривалої війни, 303 року до н.е уклав союз з царем Паліботри (Паталіпутри, нині Патна) Сандрокоттом (Чандрагуптой). Поступився останньому землями за Індом, отримавши натомість від нього 500 слонів. За цим Селевк пішов на з'єднання із Лісімахом, з яким зустрівся на річці Галісії. Сталася битва при Іпсі, що закінчилася перемогою союзників, головним чином завдяки слонам Селевка.
Зі смертю Антигона відбувся новий розділ Александрової монархії, причому Селевк отримав землі від Тавра до Інда, включаючи Сирію та Фінікію. Одностайність переможців була нетривалою. Лісімах, уклав союз із Птолемеєм, а Селевк зблизився із Деметрієм Поліоркетом, одружившись з його дочкою Стратонікою (300). Однак, коли Деметрій задумав відновити царство свого батька (Антигона) і став робити приготування, Селевк відновив союз із Лісімахом і Птолемеєм, до яких примкнув і Пірр. Зазнавши невдачі у Європі, Деметрій переплинув в Азію, але завдяки майстерним діям Лісімахова сина Агафокла потрапив в скрутне становище, з якого вийшов лише завдяки великодушності Селевка.
Через деякий час Деметрій оправився і відновив війну із Лісімахом і Селевком. Останній переманив на свій бік значну частину війська Деметрія і нарешті взяв його у полон (286 до н. е.), призначивши полоненому цареві місцем проживання місто Апамею на верхньому Оронті. Після смерті Лісімахового сина Агафокла, кинутого до в'язниці, друзі Агафокла і дружина останнього, з дітьми, були віддані під захист Селевка.
По смерті Лісімаха Селевк був єдиним з полководців Александра, що залишився живим. Він досяг вищої межі могутності, особливо коли під його владою поєдналися два сильних царства — його власне та Лісімаха. Сирію і Малу Азію до Геллеспонта він дав своєму синові Антіохію, і хотів вже розподілити інші свої володіння, але смерть перешкодила йому виконати задумане. Селевк І загинув від руки Птолемея Керавна, який підступно вбив його поблизу Лісімахії 281 до н. е.

### Війни в Азії

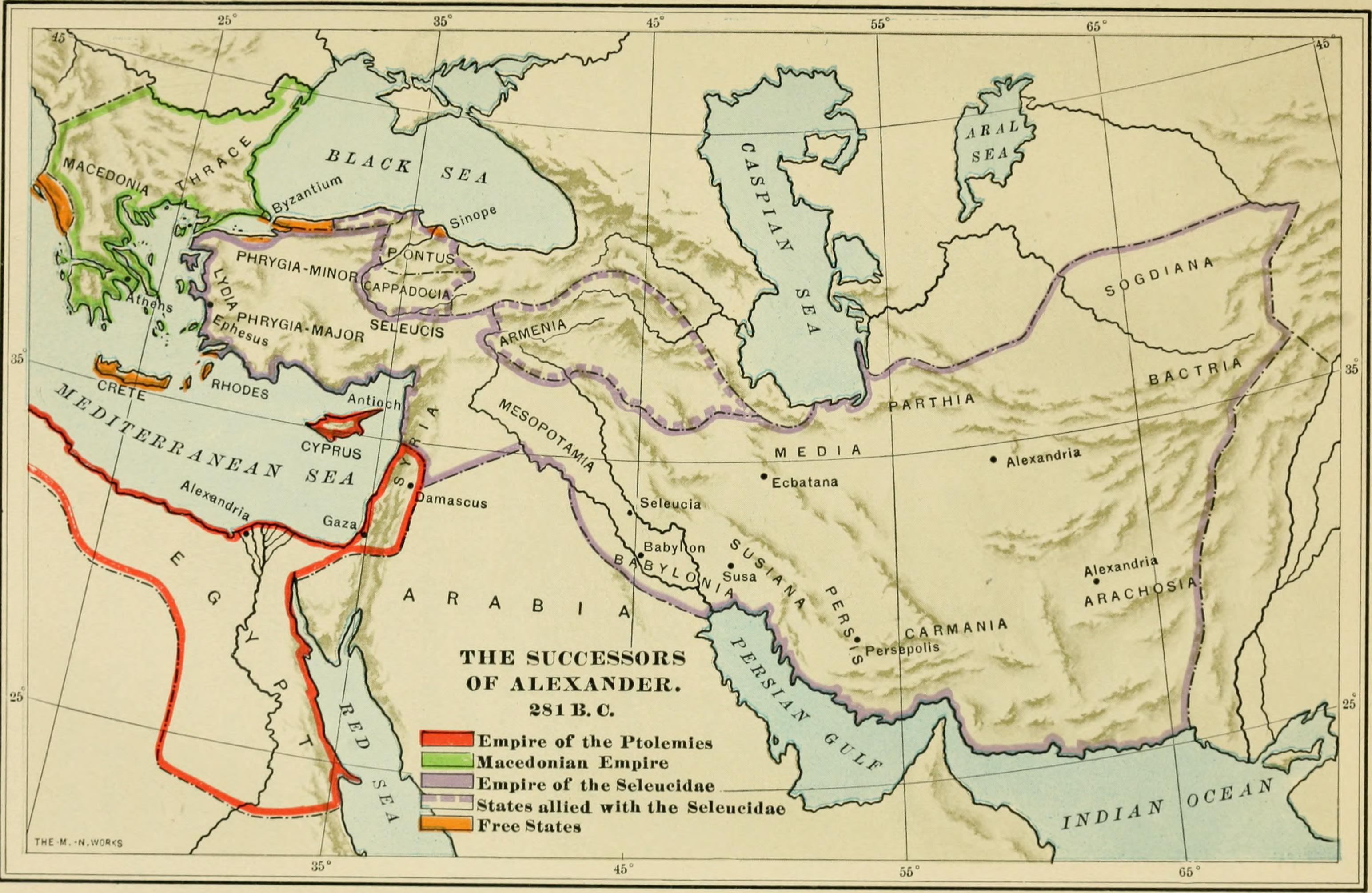
Держава Селевкідів 281 року до н.е.

Владу Селевка І успадковував син його Антіох I Сотер (281—261 роки до н. е.), після якого правив його син Антіох II Теос (Теос з грецької перекладається як Бог) (261—246). Антіох I в 280 до н. е. був розбитий віфінцями, але сам переміг галлів, за що отримав прізвисько Спасителя (Сотера). Пізніше вів невдалу війну з Евменом Пергамським і єгипетським Птолемеєм II (Перша Сирійська війна). За правління Антіоха II Царство Селевкідів зменшилося в обсязі, внаслідок відокремлення парфян (256 до н. е.) і бактрійців.
У добу Селевка II Каллініка Бородатого (246—226 до н. е.) спалахнула Третя сирійська війна, яка стала невдалою для Селевкідів. Зазнавши поразки, Селевк II вступив у союз з братом своїм Антіохом Гієраксом, внаслідок чого Птолемей III Евергет уклав на 10 років мир із Селевком. Незабаром, однак, Антіох Гієракс почав війну з Селевком II, який загинув у битві. За іншим свідченням, він загинув у битві з Мітрідатом при Анкірі. Прозвання Каллінік Селевк він отримав за перемогу над парфянським царем Арсаком, хоча пізніше останній, уклавши союз із Діодохом II Бактрійським, розбив Селевка і змусив його відступити до Сирії. Правління Селевка II було невдалим як у сфері внутрішніх відносин, так і зовнішньої політики. Майже вся Мала Азія і південні землі території Селевкідів вже не належали могутній колись династії: Селевк II залишався володарем лише північної частини внутрішньої Сирії (до Персеполя і Екбатани), рівнин Кілікії та Приморської Лаодікеї.

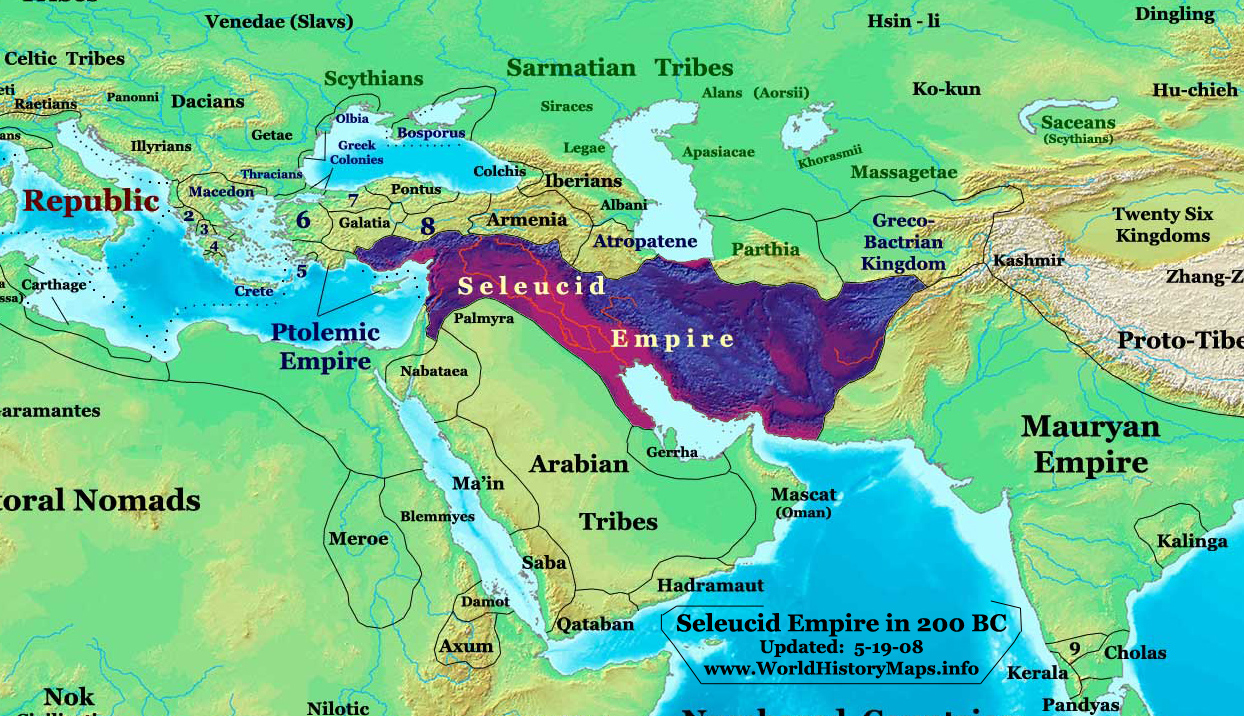
Держава Селевкідів у 200 році до н.е.

Після Селевка II правив Селевк III Керавн, або Сотер (226—222 до н. е.). За допомогою одного зі своїх родичів, Ахея, він відвоював у пергамского царя значну частину Малої Азії, але незабаром був убитий. За правління Антіоха III Великого (222—187 до н. е.) монархія Селевкідів спочатку повернула своє колишнє політичне значення і могутність. Антіох відвоював Палестину і Фінікію у Птолемеїв, підкорив парфян, бактрійців та індійців і заявив претензії на всі землі на захід від Тавра до узбережжя Геллеспонту. Втім, втручання римлян поклало край домаганням Антіоха, який у битві при Магнезії 190 до н. е. був розбитий вщент і назавжди знищило могутність Селевкідів, межі царства яких з тих пір за Апамейським миром було обмежено на заході Таврськими горами. За наступників Антіоха Селевкідська монархія вже не могла піднятися до колишнього ступеня могутності і повільно йшла до повного занепаду і розпаду.

### Спроби відновити потугу
Правління Селевка IV було значною мірою витрачено на спроби виплатити велику контрибуцію, якого 175 року до н.е. зрештою вбив його сановник Геліодор, що спробував захопити трон, втім невдало. Антіох IV Епіфан спробував відновити владу та престиж Селевкідів успішною війною проти Єгипту, яка спочатку увінчалася успіхом, оскільки Селевкіди завдали поразки та відкинули єгипетську армію назад до самої Александрії. Але підтиском римських легатів на чолі з проконсулом Гаєм Попіллієм Ленатом вирішив відступити, а не знову розпочинати війну з Римом.
Остання частина його правління ознаменувалася подальшим розпадом Держави Селевкідів, незважаючи на всі його зусилля. Ослаблена економічно, військово та через втрату престижу, держава стала вразливою до повстанців у східних сатрапіях, які почали ще більше підривати центральну владу, а 170 року до н.е. Парфія відновила наступ на сатрапії Мідія й Персія. Агресивна політика еллінізації спровокувала Макавейське повстання. Придушити постання та відбити вторгнення Парфії виявилися невдалими. Антіох IV організував військову кампанію, захопивши Арташеса I, царя Вірменії, та окупував Велику Вірменію. Його наступ дійшов до Персеполіса, але населення змусило його залишити місто. Після повернення додому Антіох IV помер в 164 році до н. е.
Для короткого правління Антіох V характерна боротьба за посаду регента між різними претендентами. Басилевс вдало воював з повсталими євреями, але 162 року до н.е. був скинутий та вбитий своїм двоюрідним братом Деметрієм I. У 160 році до н. е. останній розпочав військову кампанію проти Макавеїв, завдавши їм суттєвої поразки. Того ж року цар виступив проти Тімарха, сатрапа Вавилонії, який оголосив себе царем. Деметрій I швидко розбив Тімарха та його брата Геракліда, за що від вавилонян отримав титул «Сотер»

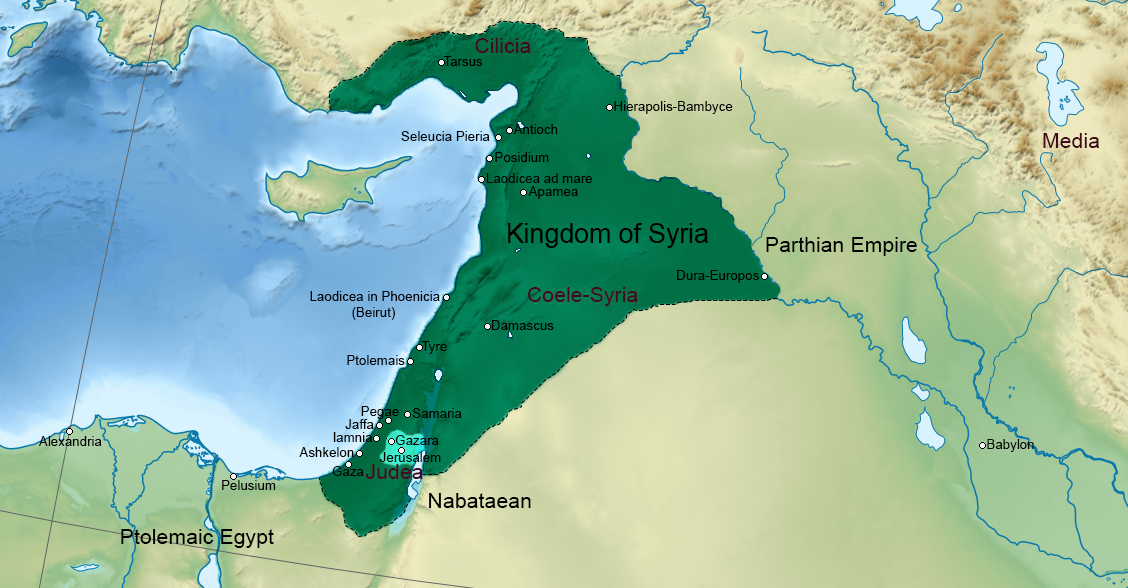
Держава Селевкідів у 125 році до н.е.

З 157 до 125 роки до н. е. Селевкідський престол безперервно переходив з рук в руки.  У 138 році до н. е. Деметрій II зазнав поразки від парфянського царя Мітридата I Великого, потрапивши у полон. Боротьбу з останнім продовжив Антіох VII, що перед тим 134 року до н.е. завдав поразки Макавеям. 131 року до н.е. відвоював Вавилонію і Мідію. Взимку 130/129 року до н. е. його армія була розпорошена по зимових квартирах по всій Мідії та Персії, коли парфянський цар Фраат II перейшов у контратаку. 129 року до н.е. у вирішальній битві при Екбатанах селевкідське військо зазнало ніщивної порахки, а цар Антіох VII загинув. Після цього усі східні сатрапії були відвойовані парфянами, а Маккавеї знову повстали. 

### Занепад

Держава Селевкідів поділена між Антіохом X (1), Філіппом I (2), Деметрієм III (3)

Після цього Селевкіди переважно боролися за владу в межах Сирії, облишивши спроби відновити свої кордони. В цю боротьбу час від час втручалися Птолемеї з Єшипту, що підтримували різних претендентів. 110 року до н.е. державу було розділено між Антіохом VIII і Антіохом IX на  Північну Сирію, з Кілікією; і Фінікію, з Келесирією. У 95 році до н.е. держава поділилася на три частини: Деметрій III отаборився у Дамаску, Антіох X — в Антіохії, Філіпп I — в Берое.
Скориставшись тривалим занепадом 83 року до н.е. Тигран II, цар Великої Вірменії, повалив царя Філіппа I, захопивши рештки Держави Селевкідів. Лише 69 року до н.е. після поразки вірменського царя Антіох XIII зумів відновити свою владу, перемігши швидко Філіппа II. По смерті Антіоха XIII, вбитого емеським князем, Гней Помпей Великий восени 64 до н. е. вступив в Сирію і завоював її, перетворивши на римську провінцію.

## Населення
Володіння Селевкідів простягалися від Егейського моря до території сучасних Афганістану та Пакистану, тому включали різноманітні культури та етнічні групи. Греки, ассирійці, вірмени, грузини, перси, мідійці, месопотамійці, євреї та інші жили в її межах.

## Устрій
Була абсолютною монархією, уся влада належала цареві (басилевсу). Величезні розміри держави ускладнювали для Селевкідів балансування у підтримці порядку, що призводило до поєднання поступок місцевим культурам для збереження власних звичаїв, а також до жорсткого контролю та об'єднання місцевих еліт. Тому царська постать мала вирішальне значення для забезпечення єдності всередині держави. 
Царю в прийнятті рішень допомогали друзі (філи). Вони часто є послами, офіцерами, дипломатами або радниками чи стратегами (військовими командувачами). Друзі утворюювали царську раду (синедріон), з якою особливо консультувалися з зовнішньополітичних та військових справ. 
Згодом друзі стали утворювати царський двір, між ними стався поділ на «батьків» (старших друзів), перших друзів і шановних друзів. «Батьки» часто обіймали посади регентів чи опікунів. Також вони і перші друзі обіймали провідні посади в державі. Так, епістолограф керував королівською канцелярією, відповідав за епістолярні зв'язки між царем та різними громадами. З огляду на величезні розміри королівства та дуже велику кількість громад, що там проживали, ця посада виявилася стратегічно важливою. Епітон прагматон керував фінансами, а також управляв Сирією і Месопотамією за відсутності царя. 
За перших Селевкідів посади сатрапа і стратега поєднувалися. Лише Антіох III запровадив розмежування між адміністративною владою сатрапів та військовою владою стратегів на одній території. Місцеві міста та громади підзвітні йому. Поліси наділені були власними інституціями. Кожна сатрапія поділялася на «округи», назва яких були різними в залежності від регіону (гіпархії, хіліархії, топархії). 
У певні періоди царі довіряли синам чи братам форму співправительства, ставлячи їх на чолі частини царства. Так, існувало намісництво Верхніми сатрапіями та намісництво у Сардах, якому відпорядковувалися володіння у Малій Азії.

## Суспільство
Населення не являло собою нестрункий натовп, але було організовано в громади, причому греко-македонський елемент панував у матеріальному і культурному відношенні над східним. Уряд засновував поліси та поселення у рамках політики колонізації, яка заохочувала імміграцію з Греції. Створювалися як міські, так і сільські поселення, населені етнічними греками.Їм надавали хороші землі та привілеї, а натомість від них очікували військової служби на користь держави. Незважаючи на те, що ці греки були незначною меншістю від загальної чисельності населення, вони були основою держави: вірні та віддані справі, яка давала їм володіння для керування, вони переважно служили у війську та уряді. 
У створенні поселень було два основних періоди, спочатку за Селевка I Нікатора та Антіоха I Сотера, а потім за Антіоха IV Епіфана. Перший побудував Сирійський тетраполіс (Антіохія, Селевкія Пієрія, Лаодікея та Апамея).. Селевк I також побудував близько 15 інших Антіохій по всій своїй державі.
Військовим поселенцям надавали землю, «розмір якої коливався залежно від рангу та роду військ». Їх розселяли в «колоніях міського характеру, які в певний момент могли набути статусу поліса». Поселенців називали катойками; вони зберігали землю як свою, а натомість служили в армії Селевкідів за призовом. Більшість поселень була зосереджена в Лідії, північній Сирії, верхів'ях Євфрату та Мідії. Антіох III привіз греків з Евбеї, Криту та Етолії та поселив їх в Антіохії. Після втрат територій у Малій Азії внаслідок поразки від Римської республіки, у 180-х роках до н.е. цар Антіох IV стимулював нову хвилю переселень та поселень, щоб зберегти достатню кількість греків для комлпектування війська.
Поряд із грецькими полісами існували східні громади, що жили самостійним життям (наприклад, євреї). Давньогрецькі міста, що перебували в Кілікії та Фінікії, вважалися «священними і недоторканними». У чому полягала юридична основа цієї недоторканності, нині точно визначити важко, відомо лише, що більшість значних міст, які залишилися вірними останнім Селевкідам, допускали самодержавну владу тільки з великими обмеженнями.

### Шлюб
Царі практикували моногамію, як це робили греки. Шлюби між братами та сестрами були відсутні. Єдиним випадком кровних союзів був союз дітей Антіоха III: його дочка Лаодикея IV вийшла заміж за трьох своїх братів послідовно. Після правління Александра Баласа в середині II століття до н.е. Селевкіди одружувалися з птолемеївськими принцесами, щоб гарантувати контроль над Келесирією через шлюбний союз. Селевкідські цариці не відігравали важливої ролі на політичній сцені, за винятком Лаодіки III, Клеопатри Тея та Клеопатри Селени.

## Військо
Складалася з піхоти, кінноти, колісниць, бойових слонів. Основною силою піхоти була македонська фаланга, вояки якої були озброєні сарисами, а захищалися пелтами. Фаланга поділялася на аргіраспідів («срібні щити»), халкаспідів («бронзові щити») та хризаспідів («золоті щити»). Аргіраспіди, які утворювали царську гвардію, були постійними військами на відміну від інших контингентів фаланги, що формувалися на час кампанії. 
З середини III століття до н. е. до складу армії також входили туреофори. Вони носили туреос  і були озброєні списом, дротиками та мечем. Вони могли бути організовані у фаланги або битися окремо. Протягом II століття до н. е. їхнє спорядження стало важчим завдяки лінотораксу; вони стали торакітами («зброєносцями»).
Важка кіннота відігравала важливу роль на полі бою. Елітні підрозділ кінноти (агема) становив кінну царську гвардію. ули також катафракти, починаючи з Антіоха III, та кінні лучники, натхненні скіфськими та парфянськими вершниками. Армія також включала контингенти азійських бойових слонів та скіфських колісниць принаймні до середини II століття до н.е..
Піхоту та кінноту спочатку переважно базувалася на вербуванні греків як ключового сегмента армії, потім поповнювалася з рахунок колоністів та поселенців. Поряд з фалангою Селевкіди використовували численні місцеві та наймані війська. При цьому загалом уникали вербування корінних сирійців та корінних месопотамців (вавилонян). На місцях залогами фортець та грецьких колоністами керував фрурарх, що також відповідав за швидку мобілізацію вояків. Фрурарх підпорядковувався сатрапу. 
Чисельність армії Селевкідів зазвичай коливалася від 70 до 200 тис. осіб. Воякам за службу сплачували срібними драхмами.
Армію зазвичай очолював цар. В керуванні війська йому допомагали стратеги. Інтендентом армії був логістерікон стратіотікон, резиденція якого розташовувалася в Апамеї. Він опікувався постачанням, перевезенням коней, зброєю, розміщенням солдатів, кінними заводами (гіпотрофеями).
Селевкіди не мали значного військового флоту. Ранній флот Селевкідів складався з місцевих кораблів скромних розмірів. Таким чином, у великих портових містах на східних берегах Середземного моря, Селевкії Пієрії та Лаодикеї, було розміщено лише кілька військових кораблів. Була також флотилія в Перській затоці, де були знайдені бази Селевкідів, головним портом якої була Антіохія Сузіанська.
Піднесення Пергама в середині III століттядо н.е. змусило Селевкідів утримувати постійний флот за зразком інших великих елліністичних держав. Флот тоді включав триреми, тетреми (або квадриреми), побудовані на Родосі, та пентери (або квінквереми). Флот Селевкідів був реорганізований Ганнібалом Баркою незадовго до початку Антіохової війни, довівши його до 100 військових кораблів. За Апамейським договором флот Антіоха III скоротився до 10 «катафрактів» (важких кораблів). Останній великий флот був сформований Антіохом IV для окупації Кіпру в 168 році до н.е. під час Шостої сирійської війни.

## Економіка
Основу становило сільське господарство, в якому було задіяно від 80 до 90% населення. Практики землеробства були переважно успадковані від часів Ахеменідської імперії. 
Сільськогосподарська продукція відрізнялася від регіону до регіону. Але загалом поліси виробляли зерно, оливки та їхню олію, вино, інжир, овечий та козій сир та м'ясо. Тоді як месопотамське виробництво з храмової землі складалося з ячменю, фініків, гірчиці, крес-салату, кунжуту та вовни. Дослідження свідчать про те, що виробництво зерна в Месопотамії за часів Селевкідів було підпорядковане ринковим силам попиту та пропозиції. Ціни, що перевищували 370 г срібла за тонну в Селевкідській Месопотамії, вважалися ознакою голоду. Тому в періоди війни, високого оподаткування та неврожаю ціни різко зростали. 
Селевкіди також продовжували традицію активного збереження та розвитку месопотамських водних шляхів, царі активно керували зрошенням, меліорацією. Канали часто копали за царськими наказами, наприклад, будівництво каналу Паллакоттас дозволило контролювати рівень води в Євфраті.

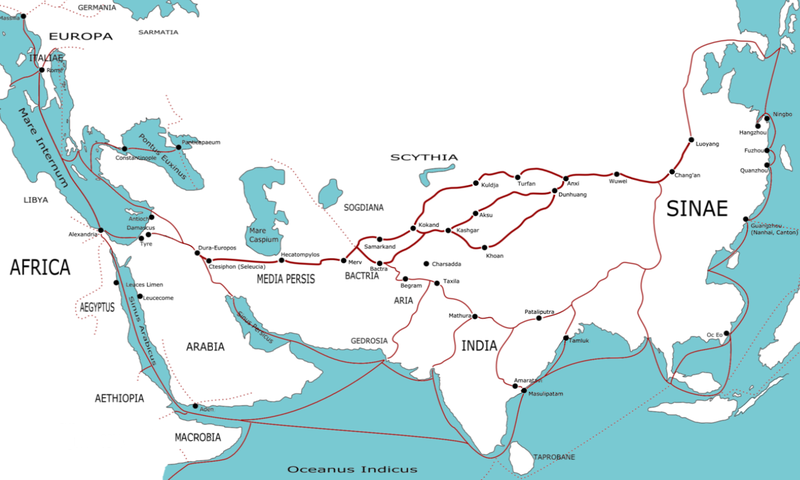
Торгівельні шляхи Азії

Розвинені були як зовнішня та й внутрішня торгівлі. Держава Селевкідів перебувала в центрі торговельних шляхів, що з'єднували Європу з китайським та особливо індійським світом. Перші Селевкіди також наказали провести Патроклу географічні та комерційні дослідницькі мандри в Каспійському морі, за Сирдар'єю, у Перській затоці. 
Селевкіди контролювали сухопутні шляхи, що проходили, найбільш використовуваним з яких був шлях з Індії до Гедрозії, Карманії, Персії та Сузіани. Шлях вздовж північного узбережжя Каспійського моря через Бактрію на той час не був дуже завантажений купцями. Морські шляхи були більш відвідуваними та сходилися річкою в Селевкії-на-Тигрі, торговому пункті для всіх товарів зі Сходу. Перший морський шлях проходив через східну частину Перської затоки через порти Селевкідів, включаючи Антіохію Персідську та Антіохію Сузіанську. Другий морський шлях проходив вздовж аравійської частини Перської затоки; він був доповнений сухопутним шляхом, який межував з тим самим узбережжям під контролем арабських племен, включаючи геррейців.
Експортували килими, коштовне камені, коней, мисливських собак, пшеницю, фініки, чисту і фарбовану вовну, вино, оливкову олію, мазі, ювелірні вироби, вишуканий посуд, тканини, ліванський кедр і кілкійську деревину, пурпурові тканини, фарбовану вовну. Завозили шовк, бавовну, мирру, одяг, спеції (китайська кориця, куркума, імбир), слонову кістку, цитрусові, кунжут. Важливими портами були Селевкія Пієрія, Лаодікея, Тір, Сидон, Арадос. 

### Податки
Скарбниця поповнювалася з трьох основних джерел: данина (форос) і податки (синтаксис) з полісів і храмів, а також пропорційний земельний податок з царських земель (хора базиліка), виходячи з розміру ділянки.  У Верхніх сатрапіях податки були епізодичними та змінними: вони могли бути натуральними або драхмами. Повне звільнення від данини (афорологезія) рідко згадуються в джерелах. Відомо, що її було надано Антіохом III у 203 році до н. е. місту Теос в Іонії після того, як його було захоплено у Атталідів та Гераклеї Латмоської.
Стягування податків займався сатрап. Данина сплачувалася щорічно, необхідна сума значно зростала під час війни. Після збору податки поміщалися до скарбниць (газофілакії), щоб уникнути довгих і небезпечних подорожей. Звідси кошти потрапляли до царської скарбниці (базилікону). Фінанси міст, що підлягали царській владі, були передані під контроль епістату. Фінанси деяких святилищ, коли вони не були автономними, також пильно контролювалися царською владою.
Поряд практика «розграбування» храмів була регулярним явищем. Хоча царі усвідомлювали та цінували священність релігійних скарбів, їх концентрація в цих місцях виявилася непереборною перед браком грошей для великих військових кампаній. Так, Антіох III захопив у храму Анаїт в Екбатані 4 тис. талантів срібла для фінансування його Східної кампанії.

### Монета

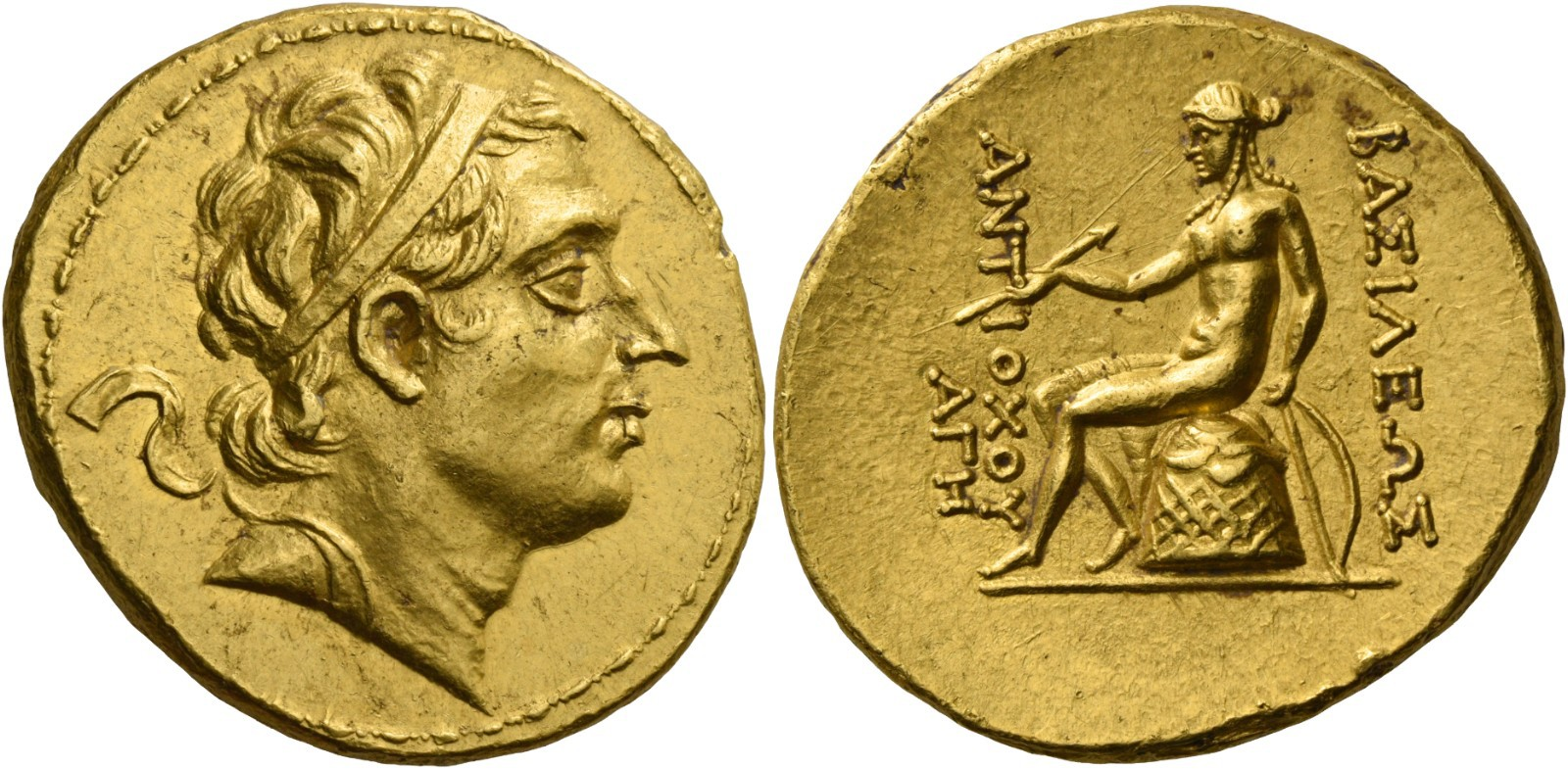
Октодрахма Антіоха III

У період Селевкідів відбулися два значних події: прийняття «аттичного стандарту» у більшості сатрапій (Сирії, Малій Азії)) та популяризація бронзових монет. У Месопотамії вавилонський сікль (вагою 8,33 г срібла) переважав над аттичним стандартом. Самі ціни вираховувалсия з точки зору їхньої ваги в сріблі на тонну. Незначна різниця у вазі між сіклем та дідрахмою (вагою 8,6 г срібла) не могла бути виражена в цій бартерній системі, а грецька тетрадрахма була б занадто важкою у повсякденній торгівлі.

## Вірування
Царі, правляча династія та еліта сповідувала переважно давньогрецькі культи. Разом з тим Селевкіди дозволяли місцевим релігіям діяти безперешкодно, наприклад вавилонських культам, маздаїзму, культу Кібели та сирійських Ваалів тощо. Навіть прихильників юдаїзму тривалий час не зачепляли. Лише Антіох IV ініціював процес торгів на посаду первосвященика, а потім намагався пограбуванти Єрусалимський храм й заборонити юдейських практик. Це призвело до повстання Макавеїв. 
Аполлон вважався легендарним предком династії Селевкідів, тому його святилища підтримувалися царською скарбницею, як-от Дельфи, Делос, Кларос (поблизу Колофона) і особливо Дідима (поблизу Мілета). 
Царський культ, спадщина героїчного культу Александра Македонського, також сприяв зміцненню держави, нав'язуючи містам та різним громадам постать царя-«визволителя» (сотера) та «благодійника». Царський культ, спочатку присвячений Селевку та померлим правителям, був реорганізований та посилений Антіохом III з 209 року, який поширив його на живих царів та їхні родини. Цей державний культ, який ототожнював царя з божеством-захисником, відтоді відзначався по всьому царству.

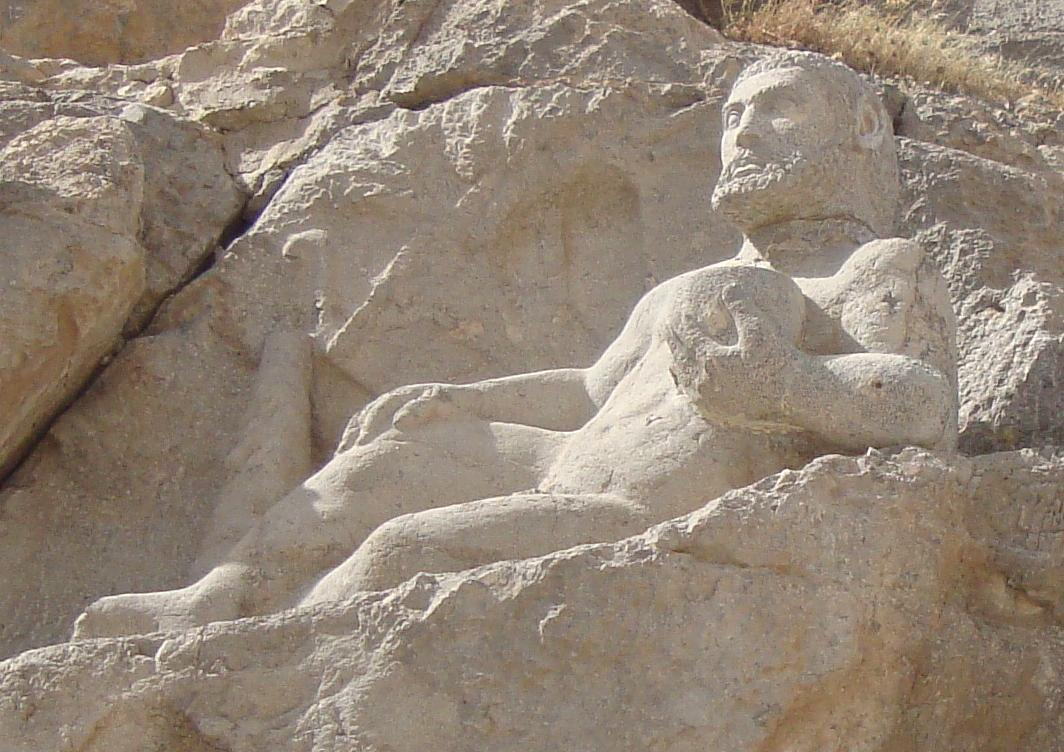
Статуя Геракла на Бехістунській горі

Відбувався релігійний синкретизм між давньогрецькими божествами та маздейством, що практикувався в іранському світі. Таким чином, Зевс асимілюється з Ахура Маздою, Артеміда — з Анахітою, а Геракл — з Веретрагною. Культ Геракла особливо широко поширився в Персії та Мідії завдяки образу влади, пов'язаному з героєм, та духовному зв'язку з обожнюванням царів-героїв. Цей культ засвідчений наскельним рельєфом, розташованим у місці, яке вже мало високу символіку за Ахеменідів. Типово давньогрецький рельєф вирізьблено біля підніжжя скелі на горі Бехістун у провінції Керманшах. На ньому зображено оголеного Геракла, який відпочиває на левовій шкурі та тримає чашу біля підніжжя оливкового дерева. Зброя героя знаходиться в безпосередній близькості: лук і сагайдак, що висять на дереві, та палиця біля його ніг. Відбувається певна форма синкретизму з вавилонської релігії з давньогрецьким пантеоном: Мардук таким чином асимілюється із Зевсом, Набу – з Аполлоном.

## Культура

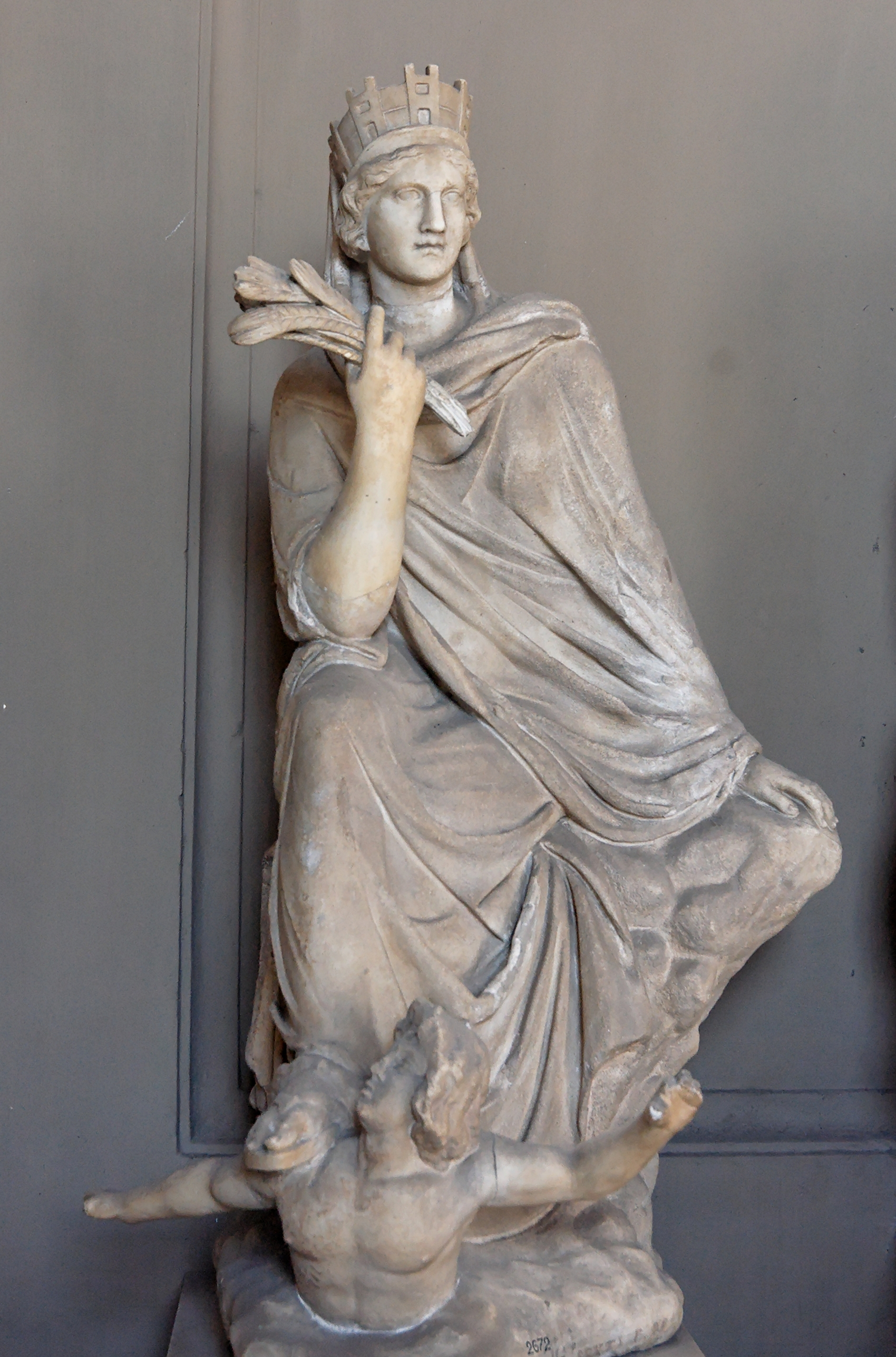
Тіхе. Копія I ст. до н.е.

Для зміцнення влади проводилася політика еллінізації. Місцеві освічені еліти, яким потрібно було співпрацювати з урядом, вивчали давньогрецьку мову, писали давньогрецькою, засвоювали давньогрецькі філософські ідеї та приймали давньогрецькі імена. Деякі з цих практик потім повільно проникли до нижчих станів. 
У культурному відношенні Держава Селевкідів займала важливе місце в ряду елліністичних монархій. У царстві Селевкідів не було єдиного культурного центру. Частково це було пов'язано з тим, що царський двір був мандрівним через величезні розміри держави. Антіохія була третім після Риму і Александрії центром цивілізації і просвіти. У ній було багато багатих храмів, портиків, лазень, театрів, творів мистецтва. Бібліотека в Антіохії була заснована 221 року до н.е. за Антіоха III, на чолі якої постав Евфоріон Халкідський. Іншим центром Селевкідського царства була Селевкія на Тигрі.
Давньогрецька культура була поширена в Кілікії та Фінікії. Сирійці відрізнялися живим розумом, схильністю до задоволень і моральної розбещеністю; типовий зразок такого характеру являє собою Антіох IV Епіфан.
Халдейський жрець і астролог Берос написав «Історію Вавилона» грецькою мовою від імені Антіоха I. У цій праці з її химерною хронологією згадується існування Висячих садів Вавилона. Берос також заснував астрологічну школу на острові Кос і таким чином познайомив греків з вавилонською астрологією. Автором низки книг з історії перших Селевкідів, Мілету й Галікарнасу і етнографії племен Середньої Азії, які не збереглися, був Демодам. Меґасфен у своїй праці «Індіка» Мегасфен описав імперію Маур'їв, основні річки Західної Індії, згадав Гімалаї і Шрі-Ланку, а також систему каст. 
Найвідомішим витвором мистецтва періоду Селевкідів є бронзова статуя Тіхе, створена Евтихідом за часів правління Селевка I. Статуя, яка зараз втрачена, але від якої збереглися копії, стояла в Антіохії як символ міста. Статуя зображує богиню, що сидить на камені та носить корону, увінчану вежами. Біля її ніг лежить чоловіча фігура, яка є уособленням річки Оронт. Згодом статую наслідували кілька міст держави. Також Бріаксіс отримав замовлення від Селевка I створити колосальну статую Аполлона, зображену на монеті Антіоха IV, для храму Дафни поблизу Антіохії, а також бронзову статую самого себе.